# Maymekh Lerr
Maymekh Lerr är ett berg i Armenien. Det ligger i den centrala delen av landet, 70 kilometer nordost om huvudstaden Jerevan. Toppen på Maymekh Lerr är 2 627 meter över havet, eller 504 meter över den omgivande terrängen. Bredden vid basen är 11,8 km.
Terrängen runt Maymekh Lerr är kuperad åt sydväst, men åt nordost är den bergig. Närmaste större samhälle är Dilidzjan, 5,9 kilometer nordväst om Maymekh Lerr. 
Trakten runt Maymekh Lerr består i huvudsak av gräsmarker. Runt Maymekh Lerr är det ganska tätbefolkat, med 72 invånare per kvadratkilometer.